# Ricercar
Um ricercare, ricercar ou ricercata (os termos são intercambiáveis) é um tipo de composição instrumental da Renascença tardia e sobretudo do início do barroco. O termo significa 'procurar' e muitos ricercari têm função de introdução, em busca da tonalidade ou do modo da peça que se segue. Um ricercare pode explorar as permutações de um dado motivo e, neste sentido, pode seguir a peça utilizada como ilustração. Por exemplo, o Ricercar sopra Benedictus desenvolveria motivos de um moteto intitulado Benedictus. O termo também é utilizado para designar um estudo que explora um recurso técnico para se tocar um determinado instrumento ou para cantar.
No seu uso contemporâneo mais comum, ricercare refere-se  a um tipo antigo de fuga, particularmente a uma de caráter sério, em que se usam notas com valores longos. Entretanto, o termo tem um uso histórico consideravelmente mais variado.
No século XVI, a palavra ricercare referia-se  a vários tipos de  composição. A terminologia era flexível, até mesmo bastante relaxada, pois  um compositor chamar uma peça instrumental de tocata, canzona, fantasia ou  ricercare não era definitivamente questão de taxinomia, mas de decisão arbitrária. Apesar disso, os ricercari se enquadram em dois tipos gerais: uma peça predominantemente homofônica, com ocasionais passagens em movimento rápido, como uma tocata; e uma obra com várias seções, na qual cada seção começa imitativamente, usualmente na forma variação. Exemplos destes dois tipos de ricercar podem ser encontados na obra de Girolamo Frescobaldi.  O segundo tipo descrito de ricercar, na forma imitativa de variações, provou-se  o mais importante historicamente e se desenvolveu na forma fuga.
Esse segundo tipo, imitativo, apareceu na segunda metade do século XVI e desenvolveu-se  paralelamente ao moteto, com o qual compartilha inúmeros procedimentos imitativos. Transcrições instrumentais de motetos eram comuns no século XVI, e está claro que os compositores começaram a publicar obras instrumentais com características semelhantes aos motetos. Teclados  ou alaúdes foram instrumentos representados neste desenvolvimento. Uma vez que não estava mais disponível  o texto do moteto, era preciso que se encontrasse algum outro método de organização musical. A forma variação foi a que se mostrou  mais maleável e permanente.
No período barroco, o ricercar imitativo rapidamente evoluiu para a fuga, assim como a canzona instrumental evoluiu para a sonata. Algumas peças indistinguiveis das fugas foram chamadas de ricercar, mesmo tão tarde quanto na época de Johann Sebastian Bach - com a diferença de que os valores das notas geralmente eram maiores e seu caráter era mais sério. Bons exemplos são os ricercari a três e seis partes da Oferenda Musical (1747) de Bach.